# Бхамара, Сатнам Сингх
Сатнам Сингх Бхамара (в.-пандж. ਸਤਨਾਮ ਸਿੰਘ ਭਮਰਾ; род. 10 декабря 1995 года) — индийский рестлер, в прошлом профессиональный баскетболист. Бхамара стал первым индийский баскетболистом, выбранным на драфте НБА, после того, как в 2015 году его выбрали «Даллас Маверикс» под общим 52 номером. Играет на позиции центрового. Баскетбольная карьера Сатнама началась в Академии IMG — частном спортивном учебном заведении во Флориде, где он благодаря своим игровым навыкам, а также юному возрасту привлёк к себе внимание скаутов клубов НБА. После завершения карьеры в баскетболе заключил контракт с рестлинг-промоушеном All Elite Wrestling.

## Ранняя жизнь
Сингх родился 10 декабря 1995 года в Балло Ке — небольшой деревне, расположенной в округе Барнала индийского штата Пенджаб. Его отец, Балбир, и дед выращивали пшеницу и владели небольшой мельницей. Отец с детства выделялся в округе большим ростом, и ему даже предлагали играть в баскетбол, но тот отказался, так как в то время этот вид спорта не пользовался популярностью в Индии. Вместо этого он остался в деревне, женился, и у пары родилось трое детей, средним из которых стал Сатнам.
Уже в возрасте 9 лет Сингх стал выше большинства жителей деревни и отец начал брать его на местную баскетбольную площадку, хотя сам почти не понимал правил игры. Позже его отец смастерил самодельное кольцо во дворе их дома. С ростом интереса к ребёнка к игре, Балбир стал искать других баскетболистов и тренеров в родном штате. Сингх участвовал в молодёжной лиге в Пенджабе, и вскоре стал доминировать среди местных игроков. В возрасте 10 лет Сингха отдали в Лудхианскую баскетбольную академию, где молодой баскетболист начал развивать свои игровые навыки. К 13 годам Сингх уже был ростом 211 см и весил 104 кг. Он также стал увлекаться игроками НБА, среди которых его кумирами были Коби Брайант, Яо Минг и Дуайт Ховард.

## Карьера в баскетболе

### Профессиональная карьера
В апреле 2015 года после того, как ни один университет, выступающий в чемпионате NCAA, не предложил ему стипендию, Сингх решил выставить свою кандидатуру на драфт НБА. На драфте он был выбран во втором раунде под общим 52 номером клубом «Даллас Маверикс». Таким образом, Сингх стал первым индийским баскетболистом, выбранным на драфте, а также первым игроком за последние 10 лет, попавшим на драфт без опыта игры в университете, иностранной команде или клубе Лиги развития НБА, последним школьником, выбранным на драфте, и первым школьником, выбранным на драфте после введения НБА возрастного ограничения.
В июле 2015 года он принял участие в Летней лиге НБА в составе «Даллас Маверикс». 31 октября Сингх подписал контракт с фарм-клубом «Маверикс» «Техас Лэджендс». 13 ноября состоялся профессиональный дебют Бхамары. В матче, закончившимся победой «Остин Спёрс» со счётом 104:82, баскетболист он провёл девять минут на площадке, за которые набрал четыре очка и сделал три подбора и одну передачу. Его лучшая игра сезона прошла 5 февраля 2016 года. В матче против «Рэпторс 905» он вышел в стартовом составе и за 22 минуты на паркете набрал шесть очков и сделал шесть подборов. Всего же в сезоне 2015/16 он принял участие в 19 играх (2 в стартовом составе) и в среднем за игру набирал 1,5 очка и делал 1,5 подбора.

### Выступления за национальную сборную
Летом 2009 года тринадцатилетний Сингх получил приглашение принять участие с сборах молодёжной команды Индии по баскетболу, которая готовилась к чемпионату Азии по баскетболу среди юношей до 16 лет. Бхамара согласился, а позже попал в основной состав команды. Однако из-за своего юного возраста ему сложно было на равных играть с более опытными соперниками, поэтому его игровое время на площадке было сильно ограничено. Индия же на чемпионате заняла лишь 10 место среди 16 команд.
Позже Бхамара участвовал в составе мужской национальной сборной Индии в чемпионатах Азии по баскетболу в 2011 и 2013 годах.

## Карьера в про-рестлинге
В 2017 году Сингх посетил Подготовительный центр WWE, где поучаствовал в тренировочном процессе. 23 сентября 2021 года было объявлено, что Сингх подписал контракт с All Elite Wrestling. Он дебютировал на шоу Dynamite 13 апреля 2022 года, объединившись с Джеем Литалом и Сонджеем Даттом в нападении на Самоа Джо. 8 июня 2022 года на записях шоу Rampage Сингх провел дебютный матч, победив Дэйви Вегу и Мэта Фитчетта. После этого несколько недель Сингх, Литал и Датт враждовали с Чемпионом TNT Уордлоу. В этом противостоянии Уордлоу на помощь пришли Дакс Харвуд и Кэш Уилер из команды «ФТР». В результате 17 августа на Dynamite был назначен матч этих двух трио на PPV All Out.